# 데블핸드
《데블핸드》(영어: The Devil's Hand)는 미국에서 제작된 크리스티안 E. 크리스티안센 감독의 2014년 초자연 공포 영화이다. 2014년 10월 14일 비디오 영화로 출시되었다.

## 줄거리
한 아만파 공동체에서 6월 6일에 6명의 여자아이가 태어나면서 악마 강림의 예언이 현실로 드러난다. 이들이 성년이 되는 18살 생일에 이들 중 단 한 명만이 살아남아 악마의 하수인(hand)이 될 것이다. 이중 한 아이의 어머니는 아이를 낳자마자 죽이고 자살한다.
남은 여자아이 5명은 18살 생일이 다가오면서 망토를 입은 인물에게 한 명씩 살해된다. 그중 하나인 메리는 뇌전증으로 경련하면서 무서운 환영을 보는데...

## 출연진
- 얼리샤 데브넘케리
- 루퍼스 슈얼
- 토머스 맥도널
- 애들레이드 케인
- 리아 파이프스
- 콜름 미니
- 스테이시 에드워즈